# Raie à queue courte
Espèce
Statut de conservation UICN

LC : Préoccupation mineure
La Raie à queue courte (Amblyraja jenseni) est une espèce de raie de la famille des Rajidae.